# Internetforum

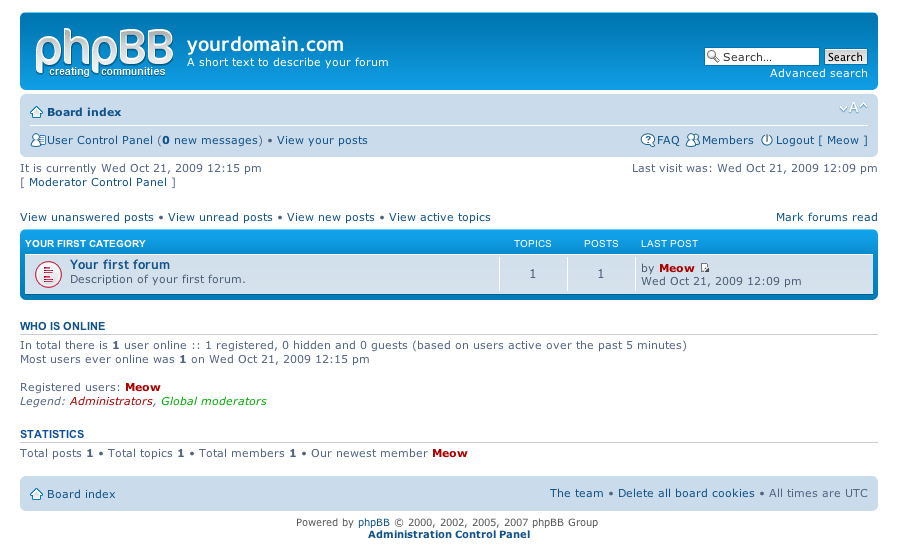
Een webpagina met een Internetforum (getoonde software phpBB 3.0)

Een internet- of discussieforum, meestal gewoon forum (meervoud: forums of fora)  is een online discussieruimte tussen verschillende gebruikers. Deze gebruikers plaatsen berichten en kunnen 'asynchroon' met elkaar overleggen; de bijdragen worden gearchiveerd en de discussie kan over een langere periode verdergaan. Op zogenaamde imageboards, zoals 4chan, is de discussie verbonden aan afbeeldingen, waaronder memes; op textboards wordt primair met tekstberichten gecommuniceerd. Internetforums verschillen hiermee van andere discussiemogelijkheden zoals chatruimtes, nieuwsgroepen, weblogs en sociale media zoals Twitter.
Op sommige internetforums moeten bezoekers zich registreren onder een bijnaam of nickname om te mogen reageren. Andere forums zijn vrijer en daarop zijn berichten zonder registratie geplaatst. Deze worden geplaagd door spamaanvallen en schakelen meestal over naar een bepaalde vorm van authentificatie. De virtuele persoonlijkheid van een forumbezoeker kan naast het gebruik van bijnamen ook tot uiting komen in het gebruik van avatars en handtekeningen. De meeste forumgangers bezoeken het forum onder een schuilnaam. Dit blijkt allerhande vormen van ongepast gedrag uit te lokken. Daarom hebben de meeste (kwaliteits)forums een of ander 'forumbeleid' met gebruiksvoorwaarden voor de website. Moderatoren controleren of de gebruikers zich houden aan deze voorwaarden.
Veelgebruikte forumsoftware is phpBB, Invision Power Board, Simple Machines Forum (allen open source) en vBulletin (commercieel).

## Gangbare afkortingen en termen
Wie nieuw is op forums worstelt steeds vaker met Engelstalige afkortingen en termen die voor de doorgewinterde forumbezoeker normaal zijn geworden. 
Hieronder een aantal afkortingen met hun verklaringen.

##### Technische mogelijkheden van een forum
- PM of PB: Personal message of persoonlijk bericht, via het mailsysteem van het forum.
- Thread, topic of draad: forumonderwerp.
- Post, forumbijdrage, is onder te verdelen in:
  - Bijdrage waarmee een  forumonderwerp gestart wordt.
  - Reply, reactie: reactie in een forumonderwerp.
- Slotje: een forumonderwerp dat gesloten is, omdat het bijvoorbeeld niet aan de forumregels voldeed (of om andere redenen).
- Sticky: een bericht dat altijd bovenaan in de lijst met forumonderwerpen blijft staan. Vaak staat er uitleg in of is het een opsomming van belangrijke forumonderwerpen op het forum.
- Een moderator of een administrator heeft bijkomende rechten op het forum, en kan reacties aanpassen en verwijderen, gebruikers (tijdelijk) blokkeren, ...

##### Beschrijvingen van (on)gewenst gedrag op een forum
- Bump of 'schop': een korte inhoudsloze post om een onderwerp dat in de vergetelheid is geraakt terug onder de aandacht te brengen (BUMP staat voor Bring up my post)
- Crossposting: een bepaalde vraag op meerdere 'subforums' binnen één forum stellen (een vraag over de installatie van een muziekprogramma bijvoorbeeld onder het subforum "ICT" en tegelijkertijd onder "muziek" plaatsen)
- Flaming: het uitschelden van andere mensen of ideeën
- Sokpop: Het gebruiken van een tweede gebruikersnaam, bijvoorbeeld om de gebruikers te irriteren, of om iets anoniem te posten, zonder dat de gebruiker zijn eigen gebruikersnaam hieraan gekoppeld wil zien.
- Hijacken of kapen: het starten van een discussie onder een naam die sterk lijkt op een al lopende, waardoor deelnemers overstappen en de oorspronkelijke discussie aan kracht verliest.
- OT: afkorting voor Off-Topic of On-Topic. Een aankondiging van een bijdrage die niet over het onderwerp van het forum gaat of herinnering voor een lid om bij het onderwerp te blijven daar waar het topic over was geopend.
- Terugvindpost plaatsen.

##### Gebruikerseigenschappen op een forum
- Een moderator, administrator, webmaster: beheerder van het forum, die berichten kan verwijderen, verplaatsen, aanpassen, wanneer de inhoud ongepast is of wanneer bijvoorbeeld de poster onder verschillende nicks opereert van achter een proxy.
- Nickname, gebruikersnaam: pseudoniem van een gebruiker.
- Avatar: afbeelding die bij de gebruikersnaam past, dit kan een foto zijn, maar ook een illustratie.
- Sig, signature, handtekening: de vaste tekst die onder elke reactie verschijnt. Bevat meestal een citaat, verwijzing naar een eigen website of een plaatje.
- Forumganger: regelmatige bezoeker aan het forum.

##### Reactiemogelijkheden
- Quote: overnemen (citeren) wat iemand anders getypt heeft.
- FIPO: afkorting voor First Post; de eerste post in een thread of topic.
- TS: afkorting voor Topic Starter. De topic starter is de persoon die een thread of topic heeft gestart.
- OP: afkorting voor Original Poster. Net als TS een persoon die een thread of topic heeft gestart.

## Overzicht
Vaak kunnen forumonderwerpen worden weergegeven in aflopende volgorde van de datum en tijd van de laatste bijdrage aan elk forumonderwerp (eventueel per categorie). Zo kan iemand die de bijdragen tot een bepaald moment heeft bijgehouden gemakkelijk terugvinden in welke forumonderwerpen nieuwe bijdragen staan.